# Karl Koß (Schriftsteller)
Karl Koß (* 13. Januar 1930 in Hagenow; † 31. Oktober 2020 in Lübtheen) war ein deutscher Autor von Hörspielen und niederdeutschen Texten.

## Werdegang
Er wuchs in Redefin auf. Nach einer ersten Ausbildung zum Sportlehrer wurde er Verwaltungsangestellter. Später war er als freier Journalist, Pressezeichner und Autor tätig; er war Gründungsmitglied des Landesverbandes Mecklenburg-Vorpommern des Deutschen Journalisten-Verbandes.
Karl Koß gestaltete die Sendereihe „Dit un dat, up hoch un platt“ für Rundfunksender in Schwerin und Rostock (Ferienwelle). Mindestens 62 Hörspiele für Kinder schrieb er für den Kinderfunk beim Rundfunk der DDR. Er veröffentlichte Texte in Anthologien, schrieb Texte für die Presse und den Rundfunk, gestaltete Karikaturen und veranstaltete Lesungen in Plattdeutsch.
Karl Koß ist ein Onkel väterlicherseits des deutschen Schriftstellers Bert Koß.

## Werke
- [mit Gisela Koß:] 750 Jahre Lüttow. Lüttow, 1982
- De wunnersame Reis mit Zacharias, Bräsig dörch Meckelborg. In: Up Platt is ook hüt noch wat. Niederdeutsche Prosa und Lyrik der Gegenwart. Hinstorff-Verlag, Rostock 1984
- Johrestieden – Anthologie niederdeutsch schreibender Autoren. Schweriner Volkszeitung, Schwerin 1987